# Andrena tatjanae
Andrena tatjanae là một loài Hymenoptera trong họ Andrenidae. Loài này được Osytshnjuk mô tả khoa học năm 1995.